# Герб комуни Юснарсберг
Герб комуни Юснарсберг (швед. Nora kommunvapen) — символ шведської адміністративно-територіальної одиниці місцевого самоврядування комуни Юснарсберг.

## Історія
Від XVII століття гірниче поселення Ниа-Коппарберг використовувало герб, який був зафіксований на печатці 1640 року. 
Подібний герб з бордюром використовувався для торговельного містечка (чепінга) Коппарберг і отримав королівське затвердження 1951 року. Герб без бордюру використовувала ландскомуна Юснарсберг.
Після адміністративно-територіальної реформи, проведеної в Швеції на початку 1970-х років Коппарберг став адміністративним центром нової комуни Юснарсберг, а муніципальні герби стали використовуватися лишень комунами. Цей герб був 1971 року перебраний для нової комуни Юснарсберг.
Герб комуни офіційно зареєстровано 1981 року.

## Опис (блазон)
У срібному полі синій хвилястий стовп, обабіч якого вгорі по червоному алхімічному знаку міді, а внизу — по такому ж вогняному язику полум’я.

## Зміст
Сюжет герба базується на сюжеті з печатки бергслагена (гірничого поселення) Ниа-Коппарберг з XVII століття.